# يهوشافاط
يهوشافاط وفقًا لسفر الملوك الأول 15: 24، هو ابن الملك آسا، وملك مملكة يهوذا خلفًا لوالده في الفترة بين 870 إلى 849 قبل الميلاد. وهو والد يهورام ملك يهوذا الذي خلفه ملكًا.

## وصلات خارجية
- يهوشافاط في الموسوعة اليهودية
- تتضمّنُ هذه المقالة نصوصًا مأخوذة من هذا المصدر، وهي في الملكية العامة.

| سبقه آسا | ملوك يهوذا 870-849 ق.م | تبعه يهورام ملك يهوذا |